# サーフィン・U.S.A. (曲)
「サーフィン・U.S.A.」（Surfin' USA）は、ザ・ビーチ・ボーイズの楽曲。

## 概要
チャック・ベリーの「スウィート・リトル・シックスティーン」の曲に、ブライアン・ウィルソンがサーフィンを賛美する内容の歌詞をつけた替え歌として作られた。マイク・ラブも歌詞製作にかかわったがクレジットされていない。
最高位はBillboard Hot 100で3位。ビルボード誌が格付けした「トップ・レコード・オブ・1963」では1位を獲得した。